# 올란드 제도의 문장

올란드 제도의 문장

올란드 제도의 문장은 1560년 스웨덴의 국왕인 구스타브 1세 바사의 장례식이 치러지기 이전에 승인되었다.
파란색 방패 안에는 금색 사슴이 그려져 있으며, 방패 위에는 왕관이 올려져 있다.

## 같이 보기
- 올란드 제도의 기